# Kevin Scarce
Kevin John Scarce (* 4. května 1952, Adelaide, Austrálie) je australský kontradmirál v záloze a současný guvernér Jižní Austrálie.

## Životopis
Své dětství strávil ve Woomeře a v roce 1968 vstoupil do australského námořnictva. Účastnil se na palubě HMAS Sydney vietnamské války. V roce 1975 se oženil s Elizabethou Anne Taylorovou a narodily se jim dvě děti.
Po vietnamské válce zastával různé vojenské posty, hlavně v oblasti zásobování. V období 1995–97 byl velitelem základny HMAS Cerberus.
V roce 2007 byl jmenován guvernérem Jižní Austrálie. Stal se nejmladším guvernérem a prvním příslušníkem australského námořnictva v této funkci.

## Ocenění
- Conspicuous Service Cross (1994)
- člen Order of Australia (2001)
- Officer of the Order of Australia (2004)
- Companion of the Order of Australia (2008)
- čestný doktorát Flinders University (2009)